# لغة ترميز اللاسلكي

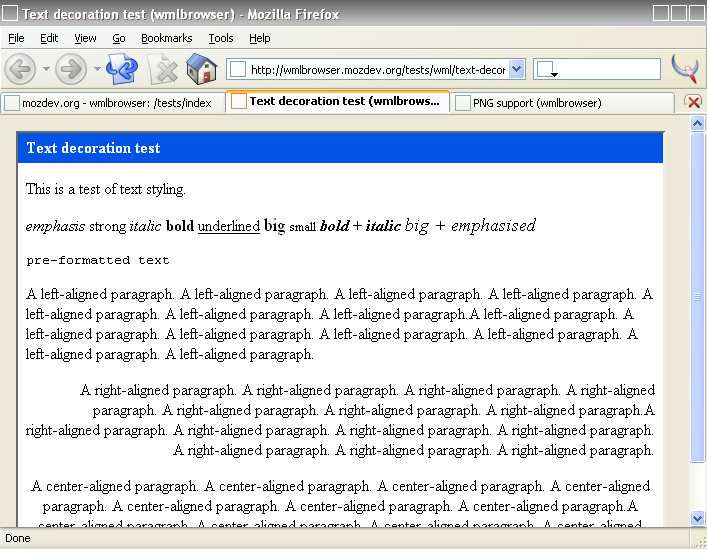

لغة رقْم اللاسلكي أو Wireless Markup Language) WML) هي لغة مصممة خصيصاً لبروتوكول التطبيقات اللاسلكية (WAP)، للسماح بعرض الصفحات على شاشات الهاتف المحمول.
قواعد كتابة WML تشبه قواعد لغة ترميز النص الفائق ولكن وفق ضوابط لغة الترميز القابلة للامتداد.
ينفرد بصيغة صور يطلق عليها WBMP (صور Bitmap لاسلكية)، مشتقة من صيغة الصور BMP ولكن بالأبيض والأسود.

## صياغة
- مثال عن ملف WML

```
 <?xml version="1.0"?>
 <!DOCTYPE wml PUBLIC "-//PHONE.COM//DTD WML 1.1//EN" 
 "http://www.phone.com/dtd/wml11.dtd" >
 <wml>
   <card id="main" title="First Card">
     <p mode="wrap">This is a sample WML page.</p>
 </card>
</wml>

```

- الجذر الرئيسي هو <wml>.
- ينقسم المستند إلى بطاقات تسمح بعرضه بشكل واضح. كل بطاقة تبدأ بـ <card> وتنتهي بـ <card/>.
- في ماعدا ذلك فإن WML يشبه إلى حد كبير HTML.